# Adon
Adon é uma comuna francesa na região administrativa do Centro, no departamento Loiret. Estende-se por uma área de 23,63 km². Em 2010 a comuna tinha 216 habitantes (densidade: 9,1 hab./km²).